# Cratere Kagul
Kagul  è un cratere sulla superficie di Marte.